# Aeropuerto de Luleå
El Aeropuerto de Luleå (en sueco: Luleå Flygplats) (IATA: LLA, OACI: ESPA) es un aeropuerto que se sitúa a 5 kilómetros al sur de la localidad de Luleå, en Suecia.

## Aerolíneas y destinos

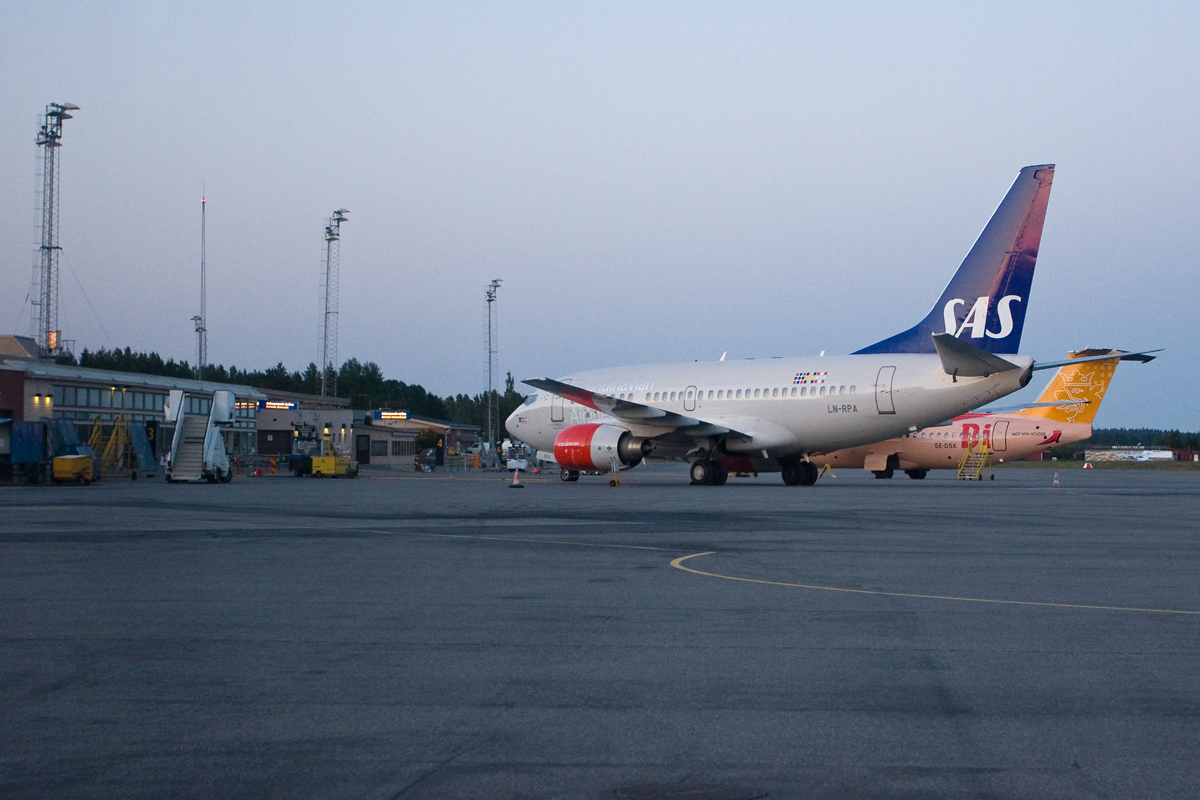
Boeing 737-600 LN-RPA de SAS y Malmö Aviation

### Destinos nacionales
| Ciudades   | Aeropuerto                          | Aerolíneas    | Aeronaves | Frecuencias semanales |
| Suecia     | Suecia                              | Suecia        | Suecia    | Suecia                |
| ---------- | ----------------------------------- | ------------- | --------- | --------------------- |
| Estocolmo  | Aeropuerto de Estocolmo-Arlanda     | Norwegian SAS | B737 A3xx |                       |
| Gotemburgo | Aeropuerto de Gotemburgo-Landvetter | SAS           | A3xx      |                       |
| Pajala     | Aeropuerto de Pajala                | Jonair        |           |                       |

### Destinos internacionales
| Ciudades por países | Nombre del aeropuerto                      | Aerolíneas                                           | Aeronaves | Frecuencias semanales |
| Europa              | Europa                                     | Europa                                               | Europa    | Europa                |
| ------------------- | ------------------------------------------ | ---------------------------------------------------- | --------- | --------------------- |
| España              |                                            |                                                      |           |                       |
| Gran Canaria        | Aeropuerto de Gran Canaria                 | Jet Time (Chárter Estacional)                        | B737NG    |                       |
| Palma de Mallorca   | Aeropuerto de Palma de Mallorca            | Braathens International Airways (Chárter Estacional) | A3xxceo   |                       |
| Francia             |                                            |                                                      |           |                       |
| París               | Aeropuerto de París-Orly                   | Transavia (Estacional) Vueling (Estacional)          | A3xx      |                       |
| Grecia              |                                            |                                                      |           |                       |
| Rodas               | Aeropuerto Internacional de Rodas-Diágoras | Braathens International Airways (Chárter Estacional) | A3xxceo   |                       |

## Estadísticas
Ver fuente y consulta Wikidata.